# Cairo (Georgia)
Cairo è una città degli Stati Uniti d'America, capoluogo della contea di Grady nello Stato della Georgia. Al censimento del 2000 aveva una popolazione di 9 239 abitanti, passati a 9 607 nel 2010.